# Tim DeKay

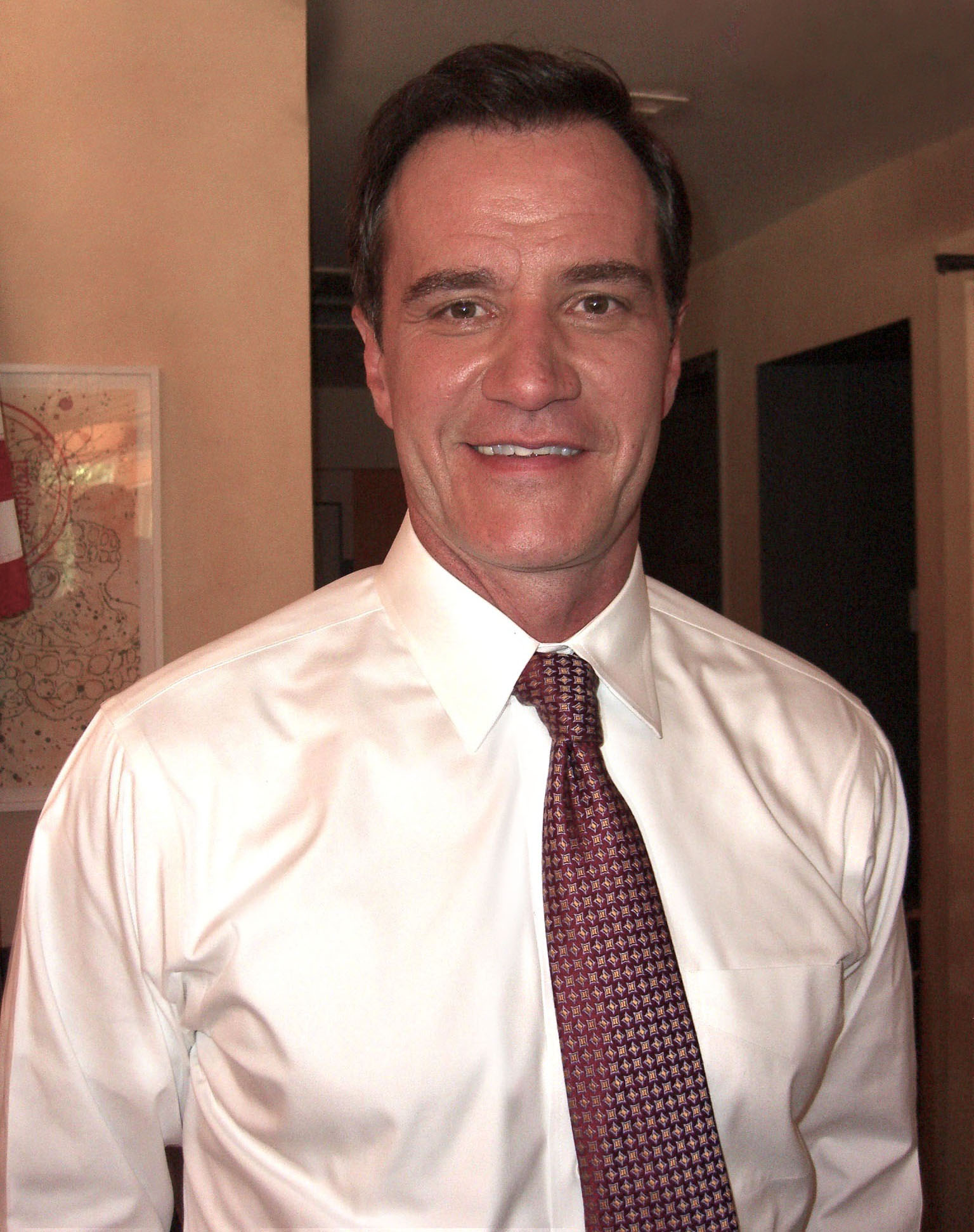
Tim DeKay (2011)

Timothy Robert „Tim“ DeKay (* 12. Juni 1963 in Ithaca, New York) ist ein US-amerikanischer Film- und Fernsehschauspieler.

## Leben
Der in Ithaca geborene Tim DeKay studierte zunächst am Le Moyne College Philosophie und Wirtschaft. Später folgte aber der Entschluss eine Karriere im Bereich des Schauspiels zu versuchen. Dafür besuchte er verschiedene Kurse an Universitäten wie der Syracuse University. Es folgten erste Auftritte als Fernseh-Schauspieler. Seinen ersten größeren Auftritt absolvierte er 1996 in der Serie SeaQuest DSV. Es folgten weitere Auftritte in Serien. Im Kino war er bislang in Produktionen wie Fast Helden (1998), Passwort: Swordfish (2001) und Get Smart (2008) zu sehen. Von 2009 bis 2014 spielte er eine Hauptrolle in der Serie White Collar.
DeKay lebt mit seiner Frau und seinen beiden Kindern in Los Angeles.

## Filmografie
- 1995–1996: SeaQuest DSV (Fernsehserie, 3 Episoden)
- 1996: Champs (Fernsehserie, Episode 1x09)
- 1996: Haus der stummen Schreie (If These Walls Could Talk, Fernsehfilm)
- 1996: Townies (Fernsehserie, Episode 1x12)
- 1996: Common Law (Fernsehserie, Episode 1x01)
- 1996: Seinfeld (Fernsehserie, 2 Episoden)
- 1996: Danielle Steel: Der Ring aus Stein (The Ring, Fernsehfilm)
- 1996: Grace (Grace Under Fire, Fernsehserie, Episode 4x06)
- 1997: Die Larry Sanders Show (The Larry Sanders Show, Fernsehserie, Episode 5x06)
- 1997: The Naked Truth (Fernsehserie, Episode 2x01)
- 1997: Ein Hauch von Himmel (Touched by an Angel, Fernsehserie, Episode 3x15)
- 1997: Night Sins – Der Mörder ist unter uns (Night Sins, Fernsehfilm)
- 1997: Diagnose: Mord (Diagnosis: Murder, Fernsehserie, Episode 5x11)
- 1997: Lethal Invasion – Attacke der Alien-Viren (Invasion, Miniserie, 2 Episoden)
- 1997–1999: Party of Five (Fernsehserie, 12 Episoden)
- 1998: Ellen (Fernsehserie, Episode 5x14 Fluchtpunkt L. A.)
- 1998: Krieg im Pentagon (The Pentagon Wars, Fernsehfilm)
- 1998: Caroline in the City (Fernsehserie, 2 Episoden)
- 1998: Fast Helden (Almost Heroes)
- 1998: Amor – Mitten ins Herz (Cupid, Fernsehserie, Episode 1x02)
- 1998: Brimstone (Fernsehserie, Episode 1x02)
- 1998: The Prospector (Kurzfilm)
- 1998: Five Houses (Fernsehfilm)
- 1999: Practice – Die Anwälte (The Practice, Fernsehserie, Episode 3x11)
- 1999: Pretender (The Pretender, Fernsehserie, Episode 3x13)
- 1999: Buddy Boy
- 1999–2000: Sports Night (Fernsehserie, 2 Episoden)
- 2000: The Crow III – Tödliche Erlösung (The Crow: Salvation)
- 2000: God, the Devil and Bob (Fernsehserie, Episode 1x02, Sprechrolle)
- 2000: Big Eden
- 2001: Mord ist ihr Hobby – Der letzte freie Mann (Murder, She Wrote: The Last Free Man, Fernsehfilm)
- 2001: Passwort: Swordfish (Swordfish)
- 2001: Nice Guys Finish Last (Kurzfilm)
- 2001: Thieves (Fernsehserie, Episode 1x05)
- 2001: Taking Back Our Town (Fernsehfilm)
- 2001: Honey Vicarro (Fernsehfilm)
- 2001: Chestnut Hill (Fernsehfilm)
- 2002: Ally McBeal (Fernsehserie, Episode 5x11)
- 2002: Friends (Fernsehserie, Episode 8x23 Das Baby kommt! – Teil 1)
- 2002: Hilfe, ich habe ein Date! (The Third Wheel)
- 2002: Malcolm mittendrin (Malcolm in the Middle, Fernsehserie, Episode 4x01)
- 2002–2003: Everwood (Fernsehserie, 3 Episoden)
- 2003: Welcome to the Neighborhood
- 2003: Pauly (Kurzfilm)
- 2003–2005: Carnivàle (Fernsehserie, 24 Episoden)
- 2004: Without a Trace – Spurlos verschwunden (Without a Trace, Fernsehserie, Episode 2x22 Ende der Spielzeit)
- 2004: Control – Du sollst nicht töten (Control)
- 2005: Glück in kleinen Dosen (The Chumscrubber)
- 2005: CSI: Vegas (CSI: Crime Scene Investigation, Fernsehserie, Episode 5x18 Das Wunschkind)
- 2006: My Name Is Earl (Fernsehserie, 2 Episoden)
- 2006: Walkout – Aufstand in L.A. (Walkout, Fernsehfilm)
- 2006: Peaceful Warrior
- 2006: Standoff (Fernsehserie, Episode 1x02)
- 2006: Cold Case – Kein Opfer ist je vergessen (Cold Case, Fernsehserie, Episode 4x02 Veteranen)
- 2006: Todesritt nach Jericho (The Far Side of Jericho)
- 2007: Hidden Palms (Fernsehserie, Episode 1x01)
- 2007: 4400 – Die Rückkehrer (The 4400, Fernsehserie, 2 Episoden)
- 2007: Randy and the Mob
- 2007: Numbers – Die Logik des Verbrechens (NUMB3RS, Fernsehserie, Episode 4x05 Robin Hood in L.A.)
- 2007: Tell Me You Love Me (Fernsehserie, 10 Episoden)
- 2007: Naked Under Heaven
- 2008: The Russell Girl (Fernsehfilm)
- 2008: Get Smart
- 2008: Auf der Jagd nach der Monster Arche (Monster Ark, Fernsehfilm)
- 2008: Navy CIS (Navy NCIS, Fernsehserie, Episode 6x03 Ein ehrenwerter Mann)
- 2008: The Cleaner (Fernsehserie, Episode 1x13)
- 2008: CSI: Miami (Fernsehserie, Episode 7x06 Abbrucharbeiter für alles)
- 2008: The New Adventures of Old Christine (Fernsehserie, 3 Episoden)
- 2009: Scrubs – Die Anfänger (Scrubs, Fernsehserie, Episode 8x11 Meine sprechenden Hände)
- 2009: Political Disasters
- 2009–2014: White Collar (Fernsehserie, 81 Episoden)
- 2011: Law & Order: LA (Fernsehserie, Episode 1x10)
- 2011: Chuck (Fernsehserie, Episode 5x08 Chuck gegen das Baby)
- 2012: Hot in Cleveland (Fernsehserie, Episode 3x07)
- 2012: Christine (Fernsehserie, Episode 1x09)
- 2013: Body of Proof (Fernsehserie, Episode 3x03)
- 2014: Revenge (Fernsehserie, Episode 3x19 Bündnis)
- 2014: Marvel’s Agents of S.H.I.E.L.D. (Fernsehserie, 2 Episoden)
- 2014: The Stockwells (Kurzfilm)
- 2015: Best Man Wins (Kurzfilm)
- 2015: Sex, Death and Bowling
- 2016: Second Chance (Fernsehserie, 11 Episoden)
- 2017: Lucifer (Fernsehserie, 2 Episoden)
- 2017: American Crime (Fernsehserie, 6 Episoden)
- 2017: Viewpoint (Kurzfilm)
- 2018: Here and Now (Fernsehserie, 6 Episoden)
- 2018: Ballers (Fernsehserie, Episode 4x07)
- 2019: Toke Is Cheap (Kurzfilm)
- 2020: 68 Whiskey (Fernsehserie, Episode 1x07)
- 2020: The Man with the Golden Gun (Sprechrolle)
- 2020: The Expanse (Fernsehserie)
- 2023: Oppenheimer
- 2025: Bosch: Legacy (Fernsehserie, 3 Episoden)